# Округ Свицерланд (Индијана)
Свицерланд (енгл. Switzerland County) је округ у америчкој савезној држави Индијана.

## Демографија
По попису из 2010. године број становника је 10.613, што је 1.548 (17,1%) становника више него 2000. године.
| Група             | 2000.         | 2010.          |
| Белци             | 8.908 (98,3%) | 10.318 (97,2%) |
| Афроамериканци    | 21 (0,2%)     | 32 (0,3%)      |
| Азијати           | 8 (0,1%)      | 18 (0,2%)      |
| Хиспаноамериканци | 78 (0,9%)     | 147 (1,4%)     |
| Укупно            | 9.065         | 10.613         |